# Wheels of Steel
Wheels of Steel je druhé studiové album britské heavymetalové skupiny Saxon. Jeho nahrávání probíhalo v únoru 1980 v londýnském studiu Ramport Studios. Producenty alba byli členové skupiny Saxon a Pete Hinton. Album vyšlo v květnu 1980 u vydavatelství Carrere Records.

## Seznam skladeb
Autoři všech skladeb jsou Biff Byford, Graham Oliver, Paul Quinn, Steve Dawson a Pete Gill.
| Pořadí         | Název                        | Délka |
| -------------- | ---------------------------- | ----- |
| 1.             | Motorcycle Man               | 3:56  |
| 2.             | Stand Up and Be Counted      | 3:09  |
| 3.             | 747 (Strangers in the Night) | 4:58  |
| 4.             | Wheels of Steel              | 5:58  |
| 5.             | Freeway Mad                  | 2:41  |
| 6.             | See the Light Shining        | 4:55  |
| 7.             | Street Fighting Gang         | 3:12  |
| 8.             | Suzie Hold On                | 4:34  |
| 9.             | Machine Gun                  | 5:23  |
| Celková délka: | Celková délka:               | 38:56 |

| Bonusové skladby na reedici z roku 1997 | Bonusové skladby na reedici z roku 1997           | Bonusové skladby na reedici z roku 1997 |
| Pořadí                                  | Název                                             | Délka                                   |
| --------------------------------------- | ------------------------------------------------- | --------------------------------------- |
| 10.                                     | Judgement Day (koncertní nahrávka)                | 5:38                                    |
| 11.                                     | Wheels of Steel (singlová verze)                  | 4:30                                    |
| 12.                                     | See the Light Shining (koncertní nahrávka)        | 5:31                                    |
| 13.                                     | Wheels of Steel (koncertní nahrávka)              | 9:27                                    |
| 14.                                     | 747 (Strangers in the Night) (koncertní nahrávka) | 4:56                                    |
| 15.                                     | Stallions of the Highway (koncertní nahrávka)     | 3:18                                    |

## Obsazení
- Biff Byford – zpěv
- Graham Oliver – kytara
- Paul Quinn – kytara
- Steve Dawson – baskytara
- Pete Gill – bicí